# Muros (Spagna)
Muros è un comune spagnolo di 10 156 abitanti situato nella comunità autonoma della Galizia.